# Caballerokrone

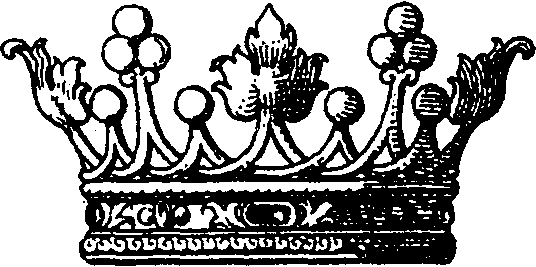
Caballerokrone

Die Caballerokrone ist eine Ritterkrone. 
Aus dem Spanischen übersetzt ist Caballero die Bezeichnung für Ritter. Der Begriff gilt auch in Portugal. Die Krone in Spanien und Portugal sind gleich. Die Krone ist eine typische Rangkrone.
An einem schmucksteingeschmückten Stirnreif sind abwechselnd Blattzacken und mit 3 Perlen besetzte Zacken. Insgesamt sind es acht mittelhohe Verzierungen. Die Krone ist ohne Mütze.
Sichtbar sind zwei Perlenzacken und drei Blattzacken.